# Goodsky
Воздушный комплекс «Goodsky» расположен в городе Гудермес (Чечня). Открытие комплекса состоялось 23 октября 2019 года. Комплекс входит в состав Российского университета спецназа. Аэротруба расположена в 4-этажном здании и имеет высоту 11 метров, диаметр полётной камеры составляет 5 метров, скорость воздушного потока — 300 км/ч. Труба спроектирована специалистами из Чехии. В декабре 2019 году в аэротрубе прошли первые соревнования — чемпионат России.